# Miedelsbach
Miedelsbach, mit ca. 2.000 Einwohnern der drittgrößte Stadtteil Schorndorfs, liegt in einer breiten Mulde des Wieslauftals am Fuß des Welzheimer Walds. Das bebaute Gebiet ist östlich in seiner gesamten Ausdehnung von landschaftsprägenden Obstbaumwiesen umgeben, die unmittelbar an Waldflächen grenzen. Der Ortskern wird vom Tannbach durchflossen, der an der westlichen Markungsgrenze in die Wieslauf mündet.

## Geschichte
Im Jahr 1297 wurde der dem Kloster Adelberg zugehörige Ort Muotinspach als Teilort von Steinenberg erstmals urkundlich erwähnt, als das Kloster hiesige Güter von den Herren von Urbach erwarb. Die Zehntrechte gehörten demnach den Klöstern zu Adelberg, Oberelchingen und Lorch. In einer Oberamtsbeschreibung von 1851 wurden 569 Einwohner angegeben, außerdem heißt es dort:

„... die Felder sind besser als in Steinenberg, weniger mühsam zu bebauen, und ergiebiger, die Einwohner aber in gedrückteren Verhältnissen. Der Wieswuchs ist trefflich. Mehrere treiben Handel mit gedörrten Gelbenrüben, Gurken, weißen Kochbohnen, Wälschkorn und Hirsen. Der Weiler hat ein Armenhaus und eine Schule.“

1807 wurde Miedelsbach Teilort von Steinenberg im Oberamt Schorndorf, bevor es 1856 zunächst Eigenständigkeit erlangte. Seit 1938 gehörte die Ortschaft zum Landkreis Waiblingen, welcher im Zuge einer Gebietsreform zum 1. Januar 1973 aufgelöst wurde und gänzlich in seinem Rechtsnachfolger, dem Rems-Murr-Kreis, aufging, zu welchem Miedelsbach demnach heute zählt. Sehr lange blieb die Ortschaft hinsichtlich ihrer Bebauung lediglich entlang eines einzigen Straßenbogens aufgereiht und war damit sehr klein. Nach dem  Zweiten Weltkrieg verdichtete sich der Ortskern vor allem um die nördliche Ortsmitte durch die  Neubaugebiete Kelterwiesen, Brunnenäcker und Rohräcker, welche in den 1950er Jahren entstanden. In den 1960er Jahren kamen dann die neuen Wohnsiedlungen Hiller, Goldwiesen und Hanfwiesen hinzu. Im Zuge der Gebietsreform verlor Miedelsbach am 1. Januar 1973 seine Eigenständigkeit wieder und wurde in die Stadt Schorndorf eingegliedert.
In der Nacht vom 2. auf den 3. Juni 2024 wurde der Ortskern von einem schweren Hochwasser der Wieslauf und des Tannbachs verwüstet. Dabei verloren zwei Dorfbewohner ihr Leben, zahlreiche Häuser und Wohnungen wurden durch die Flutwelle zerstört und es entstanden große Schäden an der Infrastruktur, unter anderem an der Wieslauftalbahn, der Tannbachhalle und den Sportanlagen.

## Politik
Das Gebiet der 1973 eingegliederten Gemeinde Miedelsbach bildet eine Ortschaft im Sinne der baden-württembergischen Gemeindeordnung mit eigenem aus zwölf  Mitgliedern bestehendem Ortschaftsrat.

## Wappen

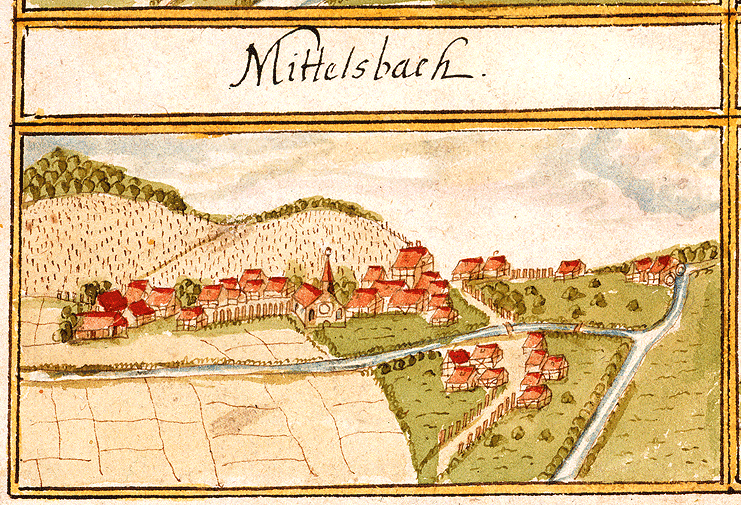
Miedelsbach 1685 (Ansicht aus den Forstlagerbüchern von Andreas Kieser)

Das Wappen Miedelsbachs zeigt auf blauem Schild eine weiße (silberne) fliegende Schwalbe über zwei weißen Wellenbalken. Die Schwalbe wurde gewählt, weil sich einst jedes Jahr Schwalben am alten Rathaus, das in den 1970er Jahren dem Verkehr weichen musste, niederließen. Die Wellenbalken symbolisieren die beiden Gewässer Tannbach und Wieslauf.

## Einrichtungen
In Miedelsbach gibt es eine evangelische Kirche und ein katholisches Gemeindehaus (Paulushaus), eine Grundschule, eine Kindertagesstätte, mehrere Sport- und Spielplätze, einen Tennisplatz sowie eine Mehrzweckhalle.

### Evangelische Christuskirche
Die neue evangelische Kirche wurde 1967 eingeweiht. Architekt Gerhard Fetzer plante die Christuskirche mit asymmetrischem Dach, aus dem ein „Glockenträger“ herausragt. Ein farbiges Lichtband und indirektes Licht durch den Glockenturm kennzeichnen den Innenraum, in dem ein Altarkreuz des Stuttgarter Künstlers Wolf-Dieter Kohler angebracht ist. Kirchen- und Gemeinderaum können miteinander verbunden werden. Im Untergeschoss finden sich weitere Räume.

### Alte Kelter

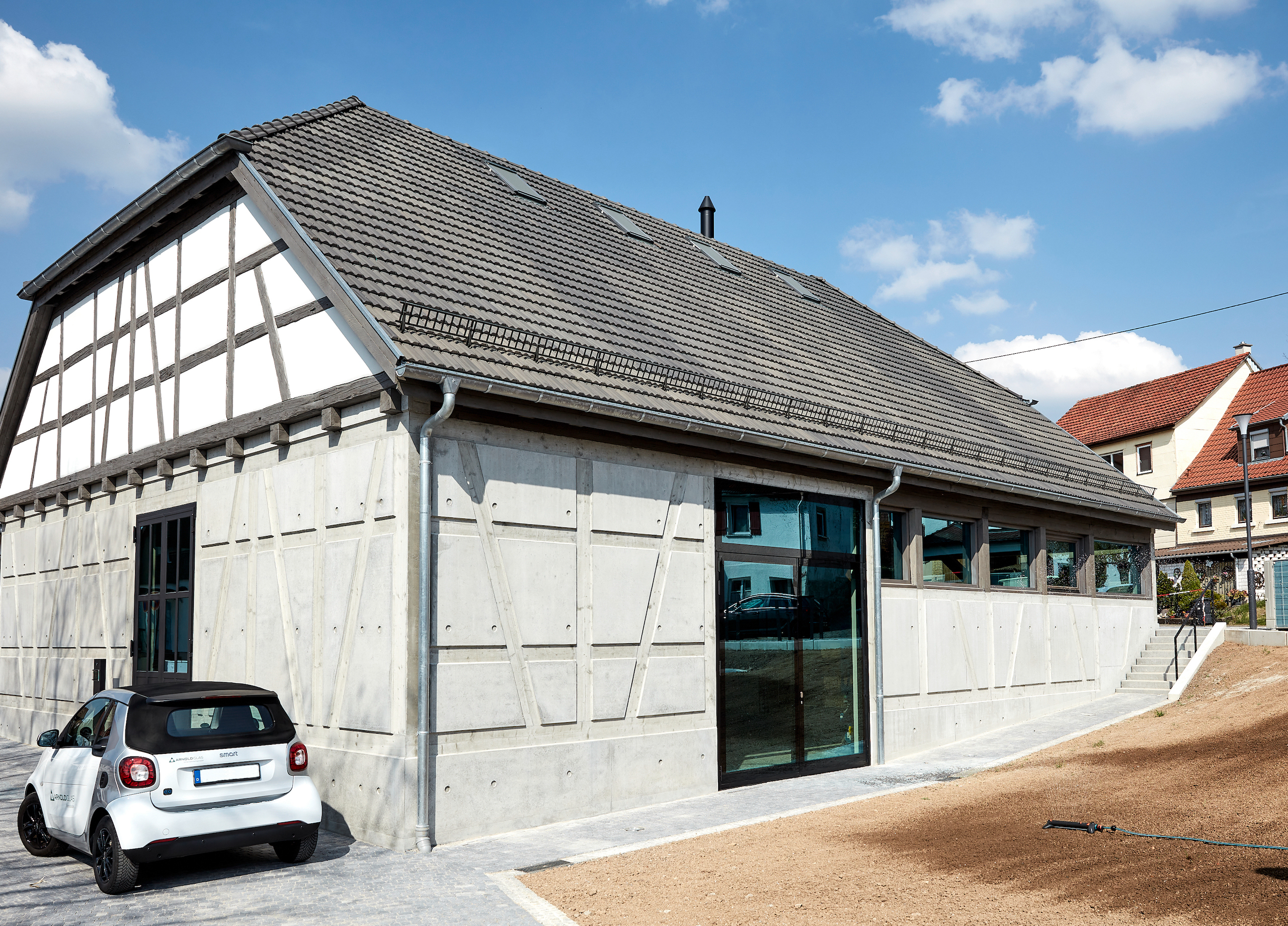
Die Alte Kelter nach der Sanierung

Die Alte Kelter stammt in den Ursprüngen aus dem 14. Jahrhundert. Das Gebäude wurde bis vor ca. 100 Jahren als Kelter genutzt. Alfred Arnold gründete 1959 im historischen Gebäude die „Glaswerke Arnold“ und produzierte dort bis 1965 das von ihm erfundene Isolierglas. Vorher und nachher diente die „Alte Kelter“ als Turnhalle, Lagerhalle und Maschinenraum. Die Unternehmensgruppe Arnold Glas GmbH & Co. KG erwarb 2019 zum 100. Geburtstag des Unternehmensgründers den Ort der Firmengründung und sanierte die Kelter umfassend. Um die Struktur des äußeren Erscheinungsbilds zu erhalten, wurde ein spezielles Betongussverfahren eingesetzt. Das Gebäude soll zukünftig der Firma Arnold als repräsentatives Haus für interne Firmenworkshops und Seminare dienen und gleichzeitig auch den Bürgern von Miedelsbach für unterschiedlichste Veranstaltungen zur Verfügung stehen.

## Verkehr
Miedelsbach liegt an der Landstraße 1148, die Schorndorf mit Rudersberg verbindet, ferner an der Wieslauftalbahn (RB61), die zwischen Schorndorf und Rudersberg-Oberndorf verkehrt.